# Neuendorf-Sachsenbande
Neuendorf-Sachsenbande is a municipality in Wilstermarsch, ở huyện of Steinburg, bang Schleswig-Holstein, Đức. Đô thị này có diện tích 19,31 km², dân số thời điểm 31 tháng 12 năm 2006 là 493 người. 
Khu vực này chủ yếu là nông thôn. Ngày 15 tháng 4 năm 2003, thị trấn này được lập từ sự hợp nhất các đô thị cũ Neuendorf bei Wilster và Sachsenbande vào đô thị Bredensee. Đơn vị mới được đổi tên thành Neuendorf-Sachsenbande.